# Atlapetes leucopterus
El atlapetes aliblanco (Atlapetes leucopterus), también denominado matorralero aliblanco y saltón de alas blancas, es una especie de ave paseriforme de la familia Passerellidae endémica del noroeste de Sudamérica. 

## Distribución y hábitat
Se encuentra únicamente en los bosques tropicales del Ecuador y el noroeste de Perú.